# H2 blokatori
H2 blokatori ili antagonisti H2 receptora jesu lijekovi za liječenje peptičkih bolesti kao što su gastritis, peptički ulkus i GERB

## Povijest
Prije tridesetak godina praktički nije bilo učinkovitijih lijekova za tretiranje gastritisa, peptičkog ulkusa i ostalih peptičkih bolesti od antacida i bizmutovih spojeva. Onda su se, sedamdesetih godina prošlog stoljeća pojavili prvi lijekovi koji su bili nešto sasvim novo. Učinkovitost tih lijekova bila je revolucionarna.

## Uloga histamina
Fiziolozi su uvidjeli da je za želučano lučenje jako bitan spoj histamin. On potiče lučenje želučanog soka i smatralo se da bi blokadom njegovog djelovanja došlo do značajnog pada intenziteta lučenja HCl u želucu. Karakteristično je da se histamin veže za dvije vrste receptora:
- H1 receptori - nalaze se posvuda u organizmu a najviše u koži. Vezanje histamina na te receptore uzrokuje početak alergijske reakcije. Nalaze se i u mozgu. Lijekovi koji se vežu na te receptore nazivaju se antihistaminici i služe u terapiji alergija.
- H2 receptori - nalaze se samo u parijetalnim stanicama želuca i vezanje histamina na te receptore potiče parijetalne stanice na lučenje želučanog soka.

Dakako, trebalo je pronaći lijek koji bi se specifično vezao samo za H2 receptore, blokirali ih (inaktivirali) i tako spriječili vezanje histamina za njih, i posljedično lučenje želučanog soka. 

## Lijekovi
Prvi takvi lijekovi bili su burimamid i metiamid, ali su ubrzo napušteni zbog slabe učinkovitosti i velike otrovnosti. Veliki terapijski proboj dogodio se dolaskom cimetidina, lijeka koji je bio dovoljno učinkovit uz relativno nisku toksičnost. Danas je i cimetidin umnogome zamijenjen puno učinkovitijim i sigurnijim lijekovima kao što su ranitidin i famotidin. U svijetu osim njih postoje još i nizatidin, roksatidin i niperotidin.